# 米沙·茲韋列夫
米哈伊尔·亚历山德罗维奇·“米沙”·茲維列夫（俄语：Михаил Александрович «Миша» Зверев，羅馬化：Mikhail Alexandrovich "Mischa" Zverev，1987年8月22日—），俄罗斯裔德國職業網球男運動員。
他的父親曾是一位網球運動員，也是他現任的教練，他目前居住在摩納哥蒙地卡羅，生涯最高排名為25（2017年7月24日）。

## 外部連結
- 米沙·茲韋列夫（英文/西班牙文）的官方資料
- 米沙·茲韋列夫的國際網球總會 職業／青少年 官方資料（英文）
- 米沙·茲韋列夫的官方資料（英文）